# 扎因代河
32°15′45″N 52°54′30″E / 32.26250°N 52.90833°E

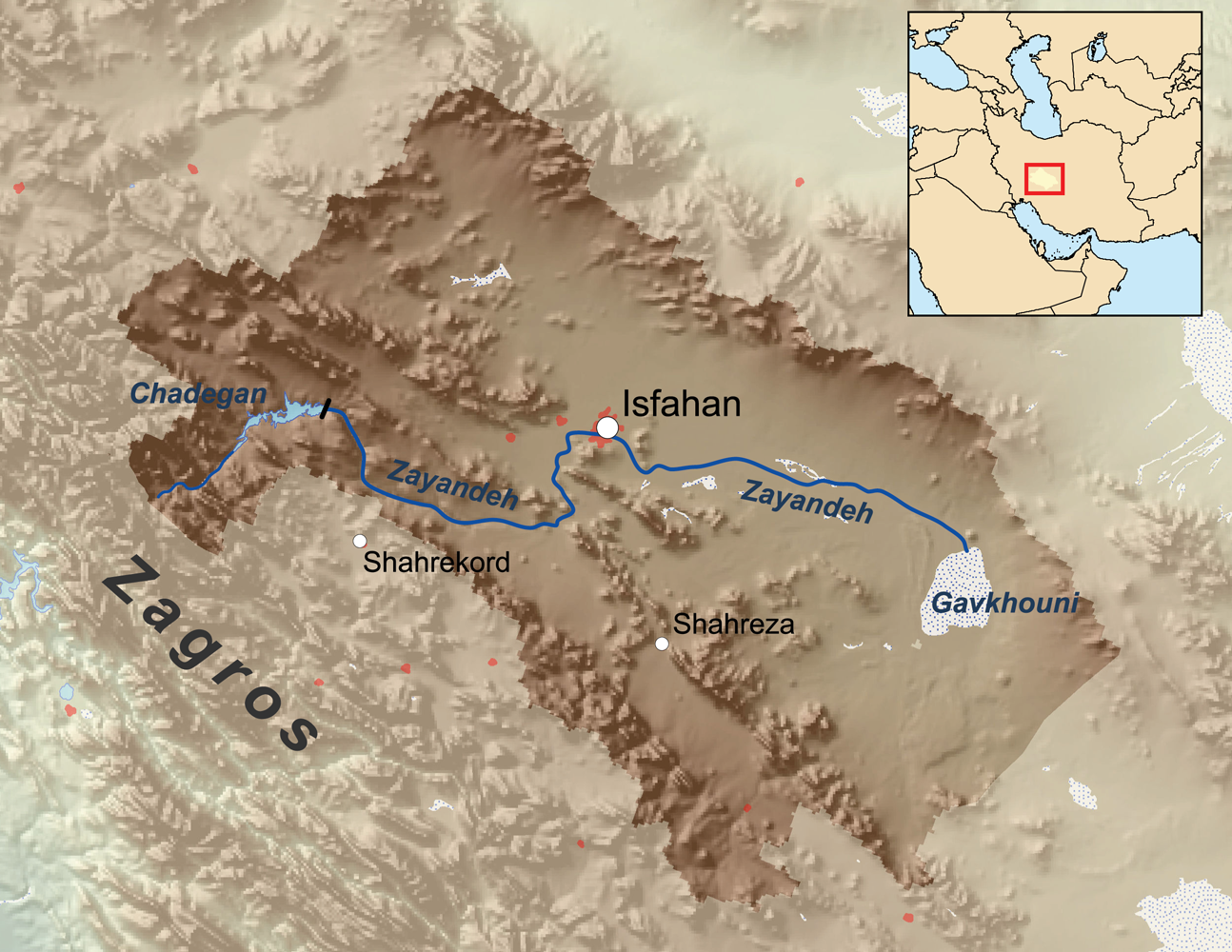

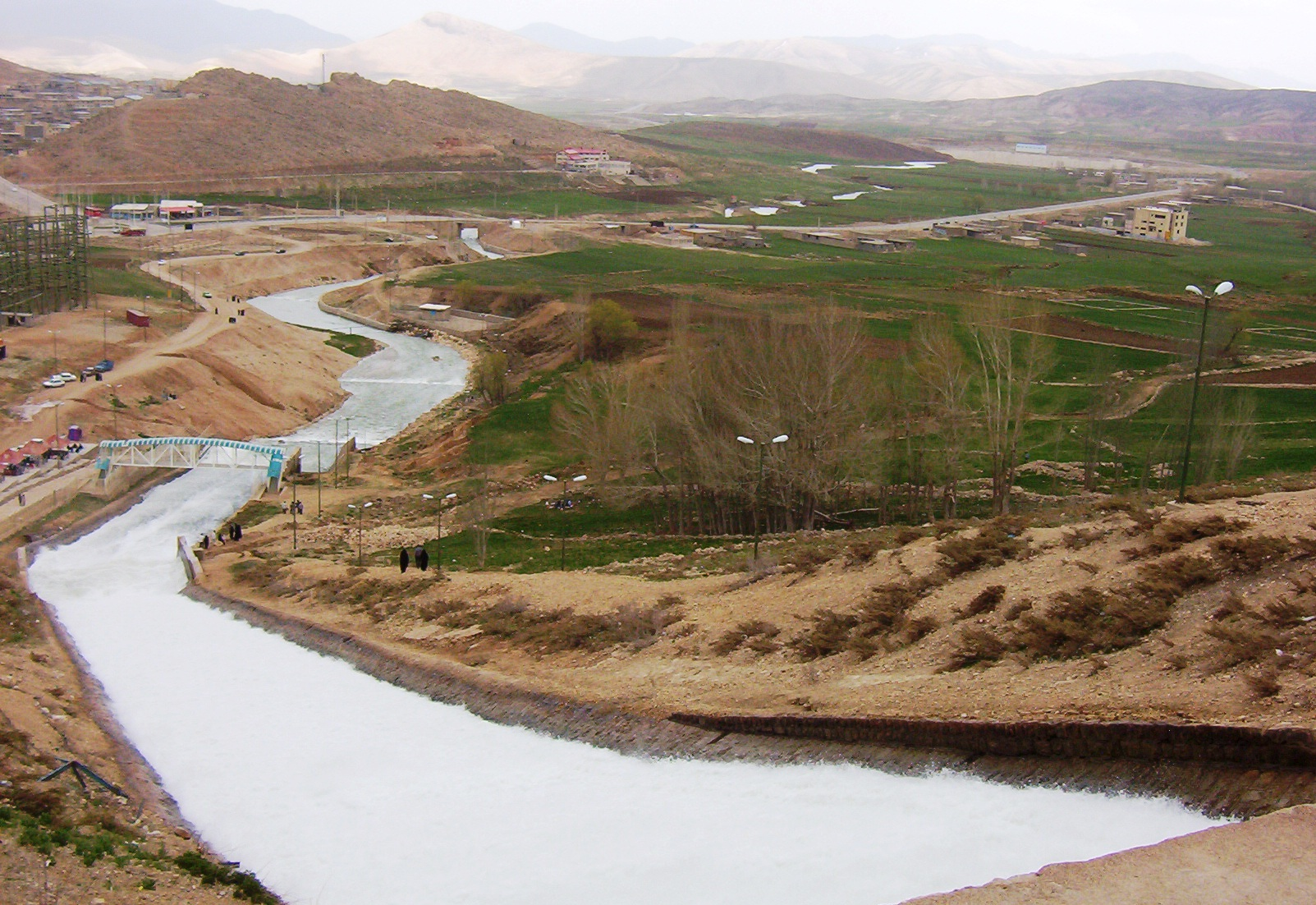

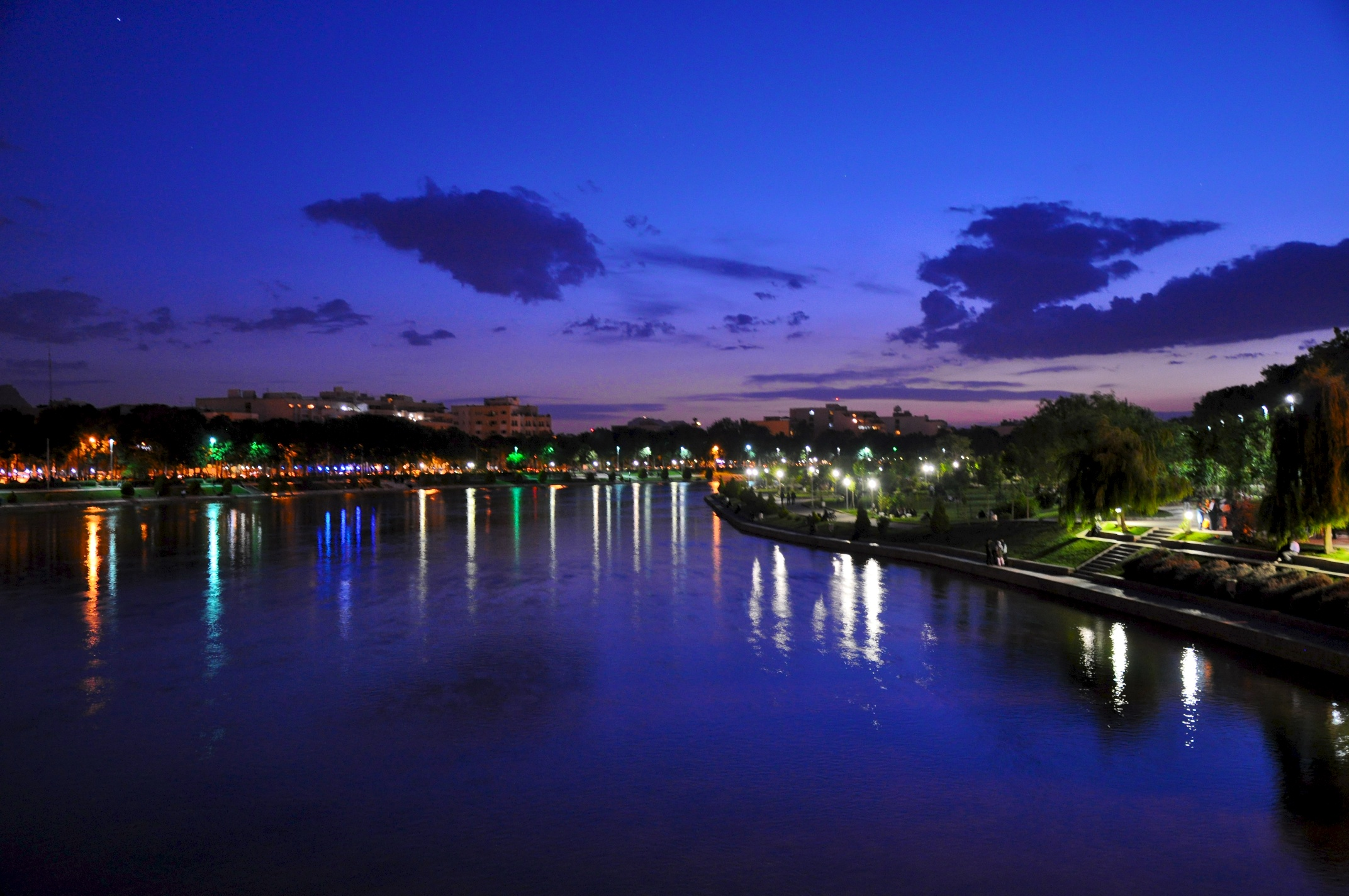

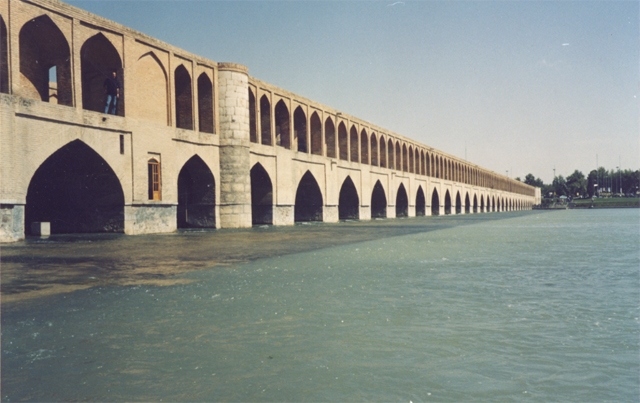

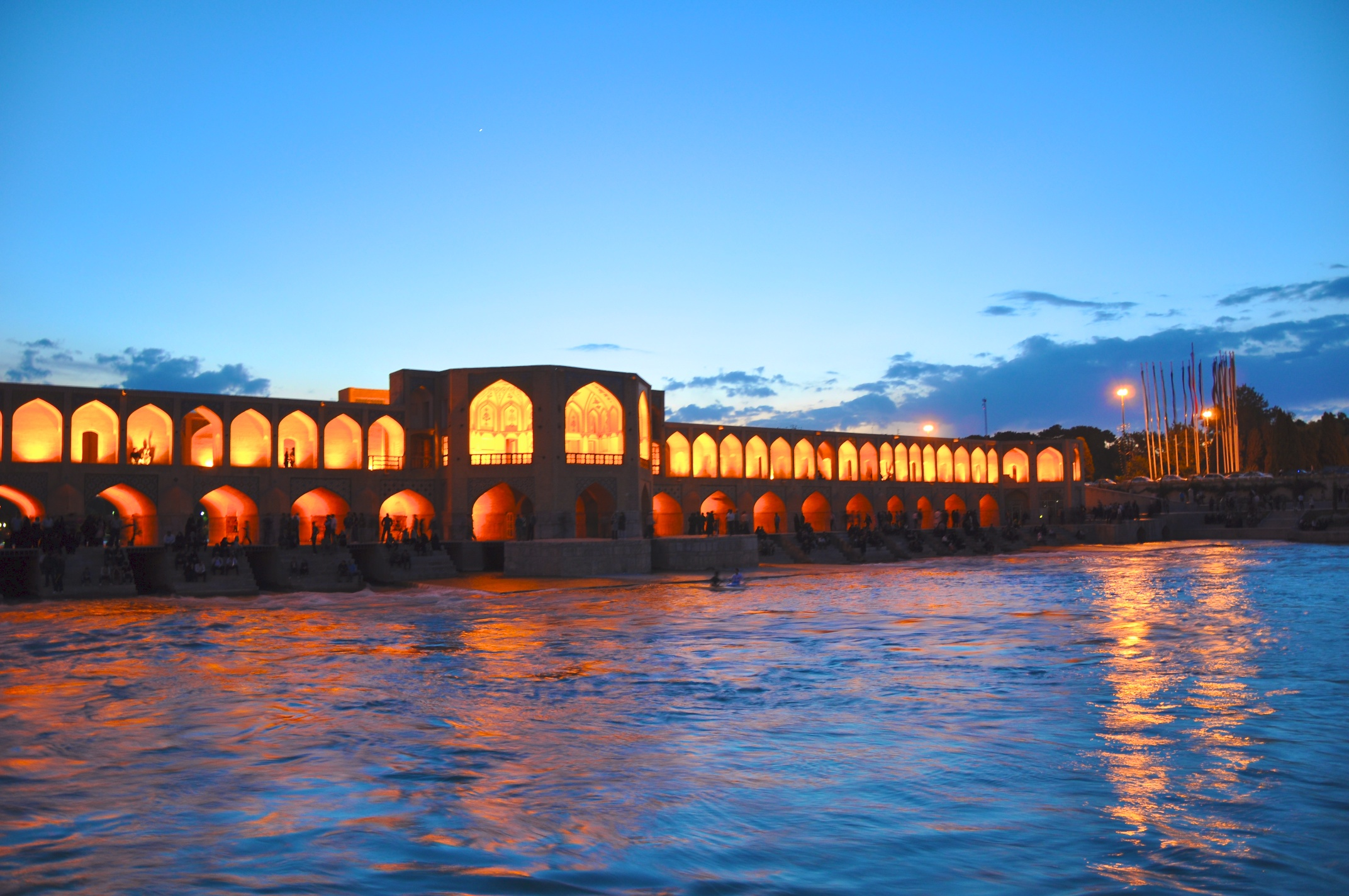

扎因代河（波斯語：‎），是伊朗的河流，位於該國中部，是伊朗高原的最大河流，發源自札格羅斯山脈，河道全長400公里，流域面積41,500平方公里，平均流量每秒38立方米。